# 네기시 아이
네기시 아이(일본어: 根岸愛, 1992년 9월 27일 ~ )는 일본 여성 아이돌 그룹인 파스포☆의 리더이다. 사이타마현 출신이다. 애칭은 아이퐁이라고 부른다.

## 경력
고등학생 때 스카우트되어 사무실에 들어갔다.
2009년, 여성 아이돌 그룹 「PASSPO☆」의 멤버로서 연예 활동을 개시.
동그룹에서는 캡틴(리더)을 맡아, 그룹이 2018년에 해산할 때까지의 전 활동기를 계속 지지했다.
2019년 7월, 부시로드의 미디어 믹스 컨텐츠 「D4DJ」에서 마츠야마 다리아역을 연기하는 것이 발표되었다.

## 인물
일본인과 필리핀인의 혼혈.
자타공인 게임 애호가로, 2013년에는 게임 뉴스 사이트 「전격 온라인」에서 인터뷰를 받고 있다.

## 프로필
- 생년월일: 1992년 9월 27일
- 출신지: 사이타마현
- 가족관계: 아버지, 어머니